# Alandroal
Alandroal is een plaats en gemeente in het Portugese district Évora.
De gemeente heeft een totale oppervlakte van 544 km² en telde 6585 inwoners in 2001.

## Plaatsen in de gemeente
- Nossa Senhora da Conceição
- Capelins
- Juromenha
- São Brás dos Matos
- Santiago Maior
- Terena